# Abreham Cherkos
Abreham Cherkos Feleke, född den 23 september 1989, är en etiopisk friidrottare som tävlar i medeldistanslöpning.
Felekes genombrott kom när han 2005 blev världsmästare för ungdomar på 3 000 meter. Under 2006 blev han tvåa vid VM för juniorer på 5 000 meter. Samma år slutade han även trea vid IAAF World Athletics Final i Stuttgart. Vid Golden League galan i Rom samma år sprang han 5 000 meter under 13 minuter för första gången, när han sprang på 12:54,19.
Under 2007 deltog han vid VM i Osaka där han slutade åtta på 5 000 meter. Under 2008 blev han trea vid VM inomhus i Valencia på 3 000 meter på tiden 7:49,96. Samma år vann han guld vid VM för juniorer på 5 000 meter. Han deltog även vid Olympiska sommarspelen 2008 där han slutade på en femte plats på 5 000 meter.